# Mennonieten in Uruguay
In Uruguay leeft een kleine groep mennonieten. De groep bestaat uit circa 570 personen en is oorspronkelijk afkomstig uit Rusland (Russische baptisten). De mennonitische gemeenschap staat bekend om haar strenge geloofsregels. De gezinnen zijn groot, trouwen buiten de eigen gemeenschap wordt niet geaccepteerd. Zo dragen vrouwen over het algemeen geen broeken, hebben lang haar en dragen hoofdbedekking in de vorm van een hoed. De taal van de mennonieten is het Plautdietsch. 
De mennonieten in Uruguay leven in drie kolonies, Delta, El Ombú en Gartental.

## Vergelijkbare groeperingen
- Mennonieten in Argentinië
- Mennonieten in Belize
- Mennonieten in Bolivia
- Mennonieten in Mexico
- Mennonieten in Paraguay
- Hutterieten
- Rusland-Duitse Baptisten
- Old Order Amish
- Old German Baptist Brethren
- Old Order Mennonieten
- Conservatieve Mennonieten